# Río Alcoa
El Alcoa es un río portugués que nace por encima de Chiqueda, en el concejo de Alcobaza, distrito de Leiría, llegando a solo 7 km al este de la ciudad de Alcobaza, donde se une con el río Baça. Desemboca en el mar a unos 12 kilómetros de Alcobaza, cerca de la ciudad de Nazaré.
Según algunas fuentes, el nombre de la ciudad de Alcobaza deriva de estos dos ríos. Otras fuentes dicen sin embargo, que su nombre es de origen árabe (al-cobaxa). Anteriormente, los ríos Seco y Esperança y ribeira do Mogo desembocaban en el río Alcoa. Se supone que, en Alcobaza, el río fue desviado durante la construcción del Monasterio. En Chiqueda durante la Edad Media, los monjes construyeron en el curso del río. Este fue el punto de partida de una tubería de 3,2 km, en su mayoría bajo tierra, que suministró al monasterio con agua fresca y limpia.
De vez en cuando se encuentra -como en los viejos mapas militares- el nombre de este río, después de la asimilación del río Baça, como río Alcobaça o también del Río de Fervença. Este último nombre coincide con el nombre de una pequeña ciudad hacia el mar que, en época medieval, llegó a la laguna de Pederneira, en donde el río fluía. Sin embargo, según lo indicado por las placas y los documentos públicos, el nombre común es el de Alcoa.